# Liste der Biografien/Valt
Liste der Biografien |
Portal Biografien |
Personensuche
# |
A |
B |
C |
D |
E |
F |
G |
H |
I |
J |
K |
L |
M |
N |
O |
P |
Q |
R |
S |
T |
U |
V |
W |
X |
Y |
Z |
?
 
Va |
Vd |
Ve |
Vh |
Vi |
Vj |
Vl |
Vn |
Vo |
Vr |
Vs |
Vt |
Vu |
Vy
 
Vaa |
Vab |
Vac |
Vad |
Vae |
Vaf |
Vag |
Vah |
Vai |
Vaj |
Vak |
Val |
Vam |
Van |
Vap |
Vaq |
Var |
Vas |
Vat |
Vau |
Vav |
Vaw |
Vax |
Vay |
Vaz
 
Vala |
Valb |
Valc |
Vald |
Vale |
Valf |
Valg |
Valh |
Vali |
Valj |
Valk |
Vall |
Valm |
Valn |
Valo |
Valp |
Valq |
Vals |
Valt |
Valu |
Valv |
Valy |
Valz
Die Liste der Biografien führt alle Personen auf, die in der deutschsprachigen Wikipedia einen Artikel haben. Dieses ist eine Teilliste mit 32 Einträgen von Personen, deren Namen mit den Buchstaben „Valt“ beginnt.

## Valt

### Valta
- Valta, Hermann von (1900–1968), deutscher Bobfahrer
- Valta, Matthias (* 1982), deutscher Rechtswissenschaftler und Hochschullehrer an der Heinrich-Heine-Universität Düsseldorf
- Valta, Ossi-Pekka (* 1991), finnischer Skispringer
- Valtat, Louis (1869–1952), französischer Maler

### Valte
- Valter, Attila (* 1998), ungarischer RadrennfahrerAttila Valter (* 1998)

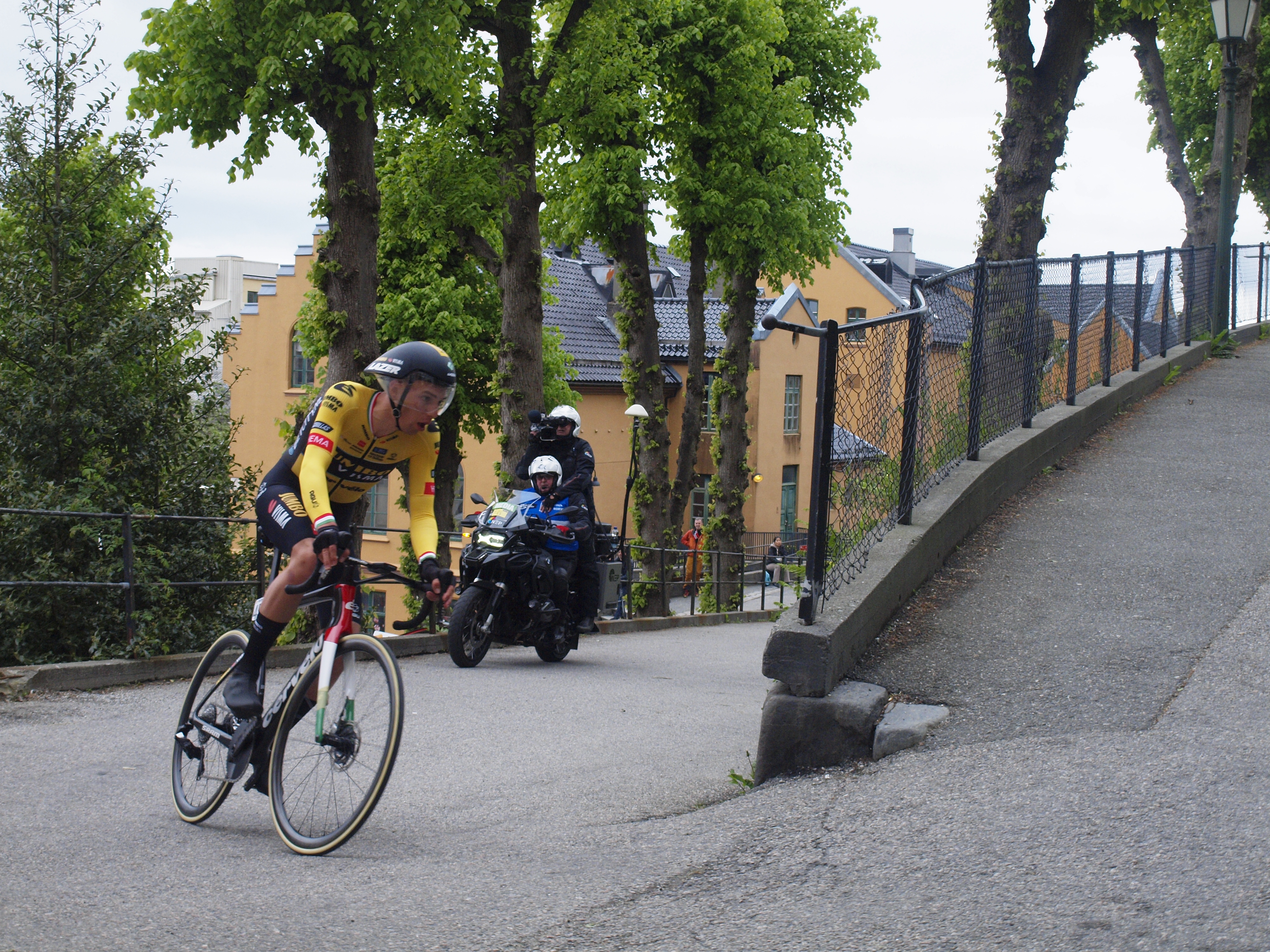
Attila Valter (* 1998)

- Valter, Clotilde (* 1962), französische Politikerin, Mitglied der Nationalversammlung
- Valter, Edgar (1929–2006), estnischer Schriftsteller, Illustrator, Karikaturist
- Valters, Miķelis (1874–1968), lettischer Publizist, Diplomat und Politiker
- Valters, Valdis (* 1957), sowjetischer und lettischer Basketballspieler

### Valth
- Valther, David Christian (1680–1739), deutscher Mediziner, Mitglied der Leopoldina

### Valti
- Valtier, Fritz von (* 1902), deutscher Ausstellungsarchitekt
- Valtier, Johann Ludwig Ferdinand von (1773–1840), preußischer Generalmajor
- Valtierra, Juan de, spanischer Geistlicher, Bischof von Tarazona
- Valtin, Jan (1905–1951), deutscher Kommunist, Agent für die Komintern, Doppelagent für die Komintern bei der Gestapo und Schriftsteller
- Valtin, Renate (* 1943), deutsche Erziehungswissenschaftlerin
- Valtinoni, Pierangelo (* 1959), italienischer Komponist
- Valtinos, Thanasis (1932–2024), griechischer Erzähler, Romancier, Drehbuchautor und Übersetzer

### Valtl
- Vältl, Franz (1881–1953), deutscher Fotograf und vor 1919 Hoffotograf in Weimar
- Vältl, Petrus II. († 1459), bayerischer Benediktiner

### Valto
- Valto, Kasperi (* 2003), finnischer Skispringer
- Valtola, Saara (* 1988), finnische Squashspielerin
- Valton, Arvo (1935–2024), estnischer Schriftsteller
- Valton, Jules (1867–1941), französischer Segler
- Valtonen, Elias (* 1999), finnischer Basketballspieler
- Valtonen, Elina (* 1981), finnische PolitikerinElina Valtonen (* 1981)

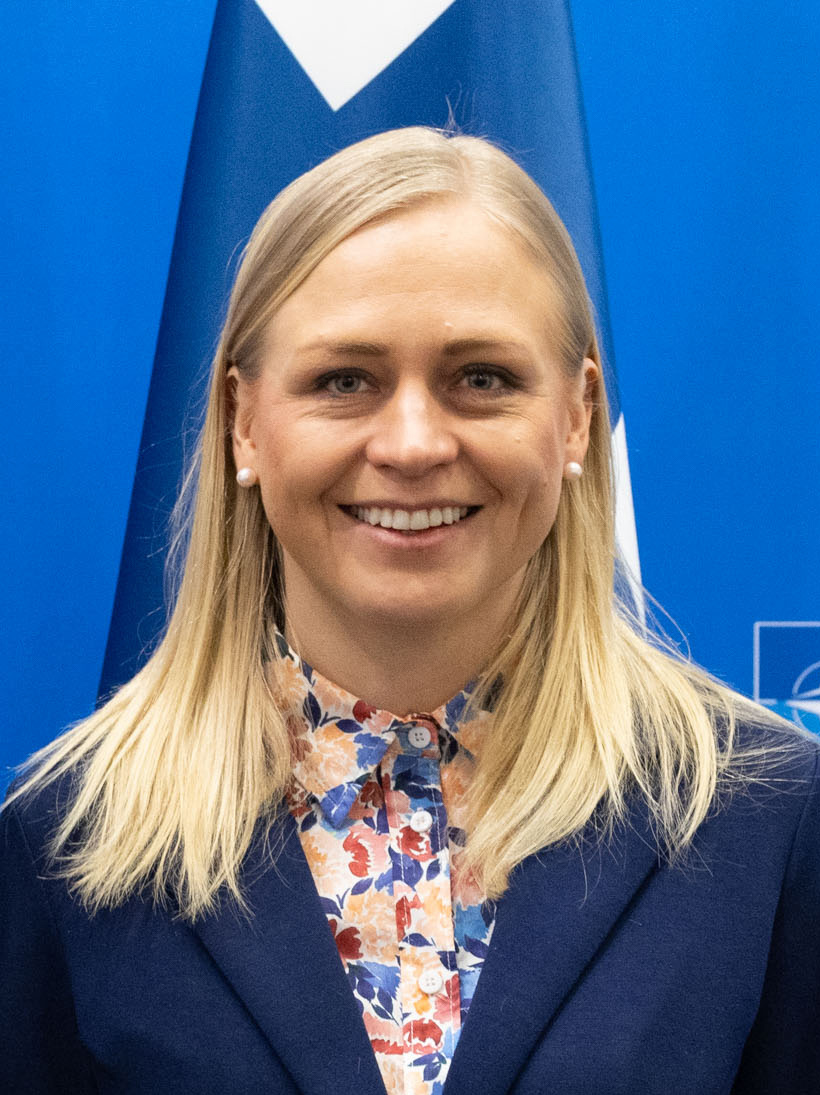
Elina Valtonen (* 1981)

- Valtonen, Jonne (* 1976), finnischer Komponist von Film- und Computerspielmusik
- Valtonen, Jorma (1923–2001), finnischer Weitspringer
- Valtonen, Jorma (* 1946), finnischer Eishockeytorwart
- Valtònyc (* 1993), spanischer Rapper
- Valtorta, Enrico (1883–1951), italienischer Geistlicher
- Valtorta, Maria (1897–1961), italienische Schriftstellerin und katholische Mystikerin

### Valtu
- Valturius, Robertus (1405–1475), italienischer Schriftsteller